# Milionària
«Milionària» es una canción grabada por la cantante y compositora española Rosalía. Fue lanzada el 3 de julio de 2019 a través de Sony Music como la primera canción del sencillo Fucking Money Man (2019). Milionària es la primera canción que la cantante lanza en catalán, su lengua natal. La canción fue escrita por Rosalía y El Guincho, habitual colaborador quien también produjo la canción. Un videoclip, dirigido por Bàrbara Farré, acompañó su estreno el mismo día. Alcanzó el número uno en España, convirtiéndose en su cuarta canción en alcanzar esta posición y el tercer número uno consecutivo después de «Con altura» y «Aute cuture».

## Antecedentes
Rosalía comenzó a escribir la canción en febrero de 2019 en el Aeropuerto de Sevilla justo después de los Premios Goya 2019. Terminó la canción en el estudio después de su llegada a Barcelona. Rosalía primero se burló del lanzamiento de la canción usando dos emojis en Twitter, antes de anunciar el lanzamiento de su EP de dos pistas Fucking Money Man (en el que se incluye la canción) en la prensa española doce horas antes de su lanzamiento oficial. La cantante también publicó el anuncio en sus perfiles de redes sociales «Milionària» se estrenó a las 18:00 horas (hora de Europa Central). La canción habla de cómo soñaba con ser millonaria cuando era más joven. La segunda canción, «Dios nos libre del dinero», contrasta el mensaje de «Milionària» al hablar de que el dinero no puede comprarlo todo.

## Recepción de la crítica
Casi todas las críticas que recibió de la prensa internacional fueron positivas y elogiaron a la cantante por cantar en su lengua materna, el catalán, a pesar de su relativamente bajo perfil y reconocimiento a nivel mundial. Una reseña en Rolling Stone, titulada Rosalia swims in money and sings in Catalan (Rosalía nada en dinero y canta en catalán), de Suzy Exposito decía:

"If we've learned anything from Rosalía this year, it's that she's not afraid to take chances. [...] Now [...] the international pop heroine briskly sings not in Spanish, but in Catalan — the language native to her home of Barcelona.
Si algo hemos aprendido de Rosalía este año es que no tiene miedo de correr riesgos. [. . . ] Ahora [...] la heroína del pop internacional canta enérgicamente no en español, sino en catalán, el idioma nativo de su Barcelona natal.

Pitchfork Media nombró a «Milionària» como mejor canción nueva y dijo que sus dos nuevos temas "devuelven a la cantante española a su marca sui generis de flamenco posmoderno".

## Desempeño comercial
«Milionària» debutó en la cuarta posición de la lista española de Apple Music donde un par de horas después subió a la primera posición.
La revista de música online española Vinilo Negro informó que

Rosalía debutará en la próxima lista de canciones en España con tan solo 30 horas de contar con“ Milionària. La canción se estrenó el pasado miércoles a las 6:00 de la tarde, con las que sólo tuvo esas 6 horas el miércoles, además del jueves, pero serán suficientes para debutar en la lista española, y no lo harán en posiciones muy bajas.

La revista también informó que

sería la primera vez en la era del streaming que una canción sin tiempo debuta en la lista. La segunda canción Dios nos libre del dinero también podría tener opciones, aunque lo más probable es que no se estrene hasta la semana siguiente. La semana que viene Milionària podría convertirse en la canción número uno de la cantante en España.

La canción debutó en el puesto 51 en la lista PROMUSICAE con solo dos días de seguimiento antes de ascender al número uno.

## Video musical
El videoclip de «Milionària» fue lanzado el mismo día que la canción. El video es un doble largometraje con la cara B de la canción Dios nos libre del dinero. Muestra a Rosalía participando en un concurso televisivo donde está a punto de convertirse en millonaria. La cantante dijo que el vídeo, que fue dirigido por la artista catalana Bàrbara Farré, se inspiró en los "concursos de televisión que suele ver con su abuela". Pitchfork nombró la producción de ambas pistas, el noveno mejor video musical de 2019.

## Posición en listas de éxitos

### Listados semanales
| Lista (2019)                    | Posición más alta |
| ------------------------------- | ----------------- |
| Cataluña (APECAT)               | 1                 |
| España (PROMUSICAE)             | 1                 |
| Spain Digital Songs (Billboard) | 7                 |

### Listas de fin de año
| Lista (2019)   | Posición |
| -------------- | -------- |
| Portugal (AFP) | 2398     |

## Certificaciones
| País   | Certificación | Ventas |
| ------ | ------------- | ------ |
| España | 2x Platino    | 80 000 |